# Kang Kyeong-hwa
Kang Kyeong-hwa (* 7. April 1955 in Seoul) ist eine südkoreanische Politikerin und Diplomatin, die vom 18. Juni 2017 bis zum 8. Februar 2021 Außenministerin von Südkorea war.

## Biografie
Kang Kyeong-hwa studierte an der Yonsei University Politikwissenschaften und schloss das Studium 1977 mit dem Bachelor ab. An der University of Massachusetts Amherst schloss sie in Communication zunächst im September 1981 ein Masterstudium ab und erwarb im Februar 1984 im selben Fach ihren PhD.
Sie arbeitete bereits während ihres Studiums bei der südkoreanischen Rundfunkanstalt Korean Broadcasting System und übte nach Abschluss ihres Studiums verschiedene Lehrtätigkeiten in den Vereinigten Staaten und in Südkorea aus. 1998 trat sie in den diplomatischen Dienst ein und war unter anderem von 2001 bis 2005 als Botschafter zu den Vereinten Nationen entsendet. 2013 wurde Kang von UN-Generalsekretär Ban Ki-moon zur stellvertretenden UN-Nothilfekoordinatorin ernannt.
Am 18. Juni 2017 übernahm sie als Nachfolgerin von Yun Byung-se die Leitung des Außenministeriums und hatte diese bis zum 8. Februar 2021 inne. Kang wurde damit die erste Frau in diesem Amt.

## Persönliches
Kang Kyeong-hwa ist verheiratet und hat zwei Töchter sowie einen Sohn.